# Janževec
Janževec je zvrst belega vina, ki je blagovna znamka kleti Radgonske gorice v štajerskem vinorodnem okolišu. Vino je sestavljeno iz različnih sort grozdja. Sestavljajo ga predvsem laški rizling (40%), šipon (30%), renski rizling (15%)in sauvignon (15%).. Običajno je vino polsuho, ima pa sadni vonj. Sprva se je vino imenovalo Janževo sonce, svoje ime pa je dobilo po Janževi Gori.